# Đế Lâm Khôi
Đế Lâm Khôi (? - ?<TCN>, chữ Hán 帝临魁), còn gọi Đế Đồi là tên vị vua thứ hai của triều đại Thần Nông, theo Sử Ký Tư Mã Thiên phần bổ Tam Hoàng bản kỷ và Tư trị thông giám phần ngoại kỷ thì ông chính là con trai trưởng của Thần Nông. Ông cai trị vùng đất rộng lớn mà ngày nay phần lớn thuộc Trung Quốc. 
Thời gian ông còn nhỏ đã từng theo cha đi hái thuốc trong rừng sâu núi thẳm nên tiếp thu được nhiều kinh nghiệm quý báu, sau này lớn khôn khi cha đã làm vua mỗi lần đi hái thuốc thì đều giao lại quyền hành cai quản đất nước cho ông. Đế Đồi thực hiện đúng chính sách của cha là "thắt nút dây cai trị thiên hạ" khiến dân tình yên ổn an cư lạc nghiệp, sử sách không có nhiều tư liệu ghi chép về hành trạng lúc ông tại vị. Chỉ biết rằng sau khi Viêm Đế Thần Nông bị đứt ruột qua đời thì Đế Đồi kế tục sự nghiệp của cha, ông điều hành đất nước rất quy củ có phép tắc làm cho xã hội trở nên thịnh vượng kinh tế phát triển phồn vinh.
Không rõ Đế Lâm Khôi làm vua được bao nhiêu năm và thọ mệnh thế nào, chỉ biết rằng sau khi ông mất con trai là Đế Thừa nối ngôi.

## xem thêm
- Thần Nông
- Đế Thừa

## tham khảo
- Tư trị thông giám - phần ngoại kỷ
- Sử Ký Tư Mã Thiên - phần bổ Tam Hoàng bản kỷ
- Trúc thư kỷ niên
- lĩnh nam chích quái - kỷ họ Hồng Bàng
- thượng cổ kỳ thư Sơn Hải kinh

1. ↑  Tư Mã Trinh coi là một vị vua.